# Saint-Valery

Saint-Valery este o comună în departamentul Oise, Franța. În 1 ianuarie 2022 avea o populație de 54 de locuitori.